# Haggui
Haggui est un fils de Gad fils de Jacob et de Zilpa. Ses descendants s'appellent les Hagguites.

## Haggui et ses frères
Haggui a pour frères Tsiphiôn ou Tsephôn, Shouni, Etsbôn ou Ozni, Éri, Arodi ou Arod, Aréli,.

## Haggui en Égypte
Haggui part avec son père Gad et son grand-père Jacob pour s'installer en Égypte au pays de Goshen dans le delta du Nil.
La famille des Hagguites dont l'ancêtre est Haggui sort du pays d'Égypte avec Moïse,.